# Бокерия, Лео Антонович
Леони́д (Ле́о) Анто́нович Боке́рия (груз. ლეო ანტონის ძე ბოკერია; род. 22 декабря 1939, Очамчира) — советский и российский врач-кардиохирург, изобретатель, организатор медицинской науки, профессор. Академик РАН (2011) и РАМН (1994), член Президиума РАМН (до 2013). Главный внештатный специалист сердечно-сосудистый хирург Минздрава России. Директор НМИЦ ССХ им. А. Н. Бакулева Минздрава России (1994—2019), президент НМИЦ ССХ им. А. Н. Бакулева с 25 ноября 2019 года. Президент Общероссийской общественной организации «Лига здоровья нации». Заместитель Секретаря Общественной палаты Российской Федерации.
Заслуженный деятель науки Российской Федерации (1994). Лауреат Ленинской премии (1976), Государственной премии СССР (1986), Государственной премии Российской Федерации (2002) и премии Правительства Российской Федерации (2003). Полный кавалер ордена «За заслуги перед Отечеством».

## Биография
Родился 22 декабря 1939 года в городе Очамчире (Абхазская АССР, Грузинская ССР). Отец — Антон Иванович Бокерия (1900—1943). Мать — Ольга Ивановна Бокерия (1905—1971).
В 1965 году окончил 1-й ММИ им. И. М. Сеченова Министерства здравоохранения СССР и аспирантуру того же института в 1968 году.
С 1968 года работает в Институте сердечно-сосудистой хирургии имени А. Н. Бакулева АМН СССР сначала в должности старшего научного сотрудника, затем руководителя лаборатории гипербарической оксигенации. В этом же году в 1-м ММИ имени И. М. Сеченова защитил диссертацию на соискание учёной степени кандидата медицинских наук по теме «Гипербарическая оксигенация при прекращении кровообращения: (Экспериментальное исследование)».
В 1973 году защитил диссертацию на соискание учёной степени доктора медицинских наук по теме «Гипербарическая оксигенация в кардиохирургии: (экспериментально-клиническое исследование)». Имеет учёное звание профессора.
В 1977 году был назначен заместителем директора по научной работе и проработал в этой должности вплоть до 1993 года, когда в связи с организацией Научного центра сердечно-сосудистой хирургии РАМН был назначен директором Института кардиохирургии этого Центра.
С сентября 1994 года Л. А. Бокерия являлся исполняющим обязанности, а с ноября 1994 года по ноябрь 2019 года — директором НЦССХ имени А. Н. Бакулева РАМН (затем Центр перешёл в ведение Минздрава России). С 25 ноября 2019 года — президент НЦССХ имени А. Н. Бакулева.
Заведующий кафедрой сердечно-сосудистой хирургии № 2 Первого МГМУ имени И. М. Сеченова, заведующий кафедрой сердечно-сосудистой хирургии и интервенционной терапии факультета последипломного образования МГМСУ.
В 1994 году избран действительным членом РАМН по специальности «кардиохирургия».
В 2011 году избран действительным членом РАН по Отделению физиологии и фундаментальной медицины.
Дочери — Екатерина Бокерия (род. 1971), детский кардиолог, доктор медицинских наук; Ольга Бокерия (род. 1973), кардиолог, член-корреспондент РАН (2016).

### Общественная деятельность
Член Общественного совета при Министерстве обороны России, где является председателем комиссии по спортивно-массовой работе и сохранению здоровья военнослужащих. Член попечительского совета Фонда возрождения культуры и традиций малых городов Руси.
28 июня 2005 года подпись Л. А. Бокерии появилась под письмом в поддержку приговора бывшим руководителям «ЮКОСа». Однако в феврале 2011 года Бокерия сообщил «Газете. Ru», что «против Ходорковского ничего не подписывал», а ставил свою подпись под другим текстом, направленным в защиту независимости судов.
6 февраля 2012 года был официально зарегистрирован как доверенное лицо кандидата в Президенты РФ и ныне действующего президента РФ Владимира Путина. В январе 2018 года вновь стал доверенным лицом Владимира Путина на президентских выборах 18 марта 2018 года.
В январе 2020 года включён в состав комиссии по конституционной реформе.

## Профессиональная и научная деятельность
На протяжении всей своей деятельности активно и плодотворно использовал экспериментальный метод. Целый ряд операций и методов, апробированных в эксперименте, затем были успешно реализованы в клинике: различные операции дистанционного управления в барооперационной, электрической изоляции левого предсердия, денервации сердца, моделирования пороков сердца синего и бледного типов и т. д. Из новейших методов — криоаблация, фулгурация, лазерная фотоаблация, теперь широко применяемые не только в России, но и за рубежом.
Активно использует компьютерные методы в диагностике, моделировании патологии системы кровообращения, газообмена, аритмий. Созданы различные номограммы, карты-схемы, таблицы, применяющиеся в клинике. Провел около 2000 операций на открытом сердце при тахиаритмиях.
Является одним из основоположников хирургического лечения нарушений ритма сердца — новейшего направления клинической медицины. В 1980 году им было создано первое в стране специализированное отделение тахиаритмий и внедрёны в клиническую практику электрофизиологические методы диагностики аритмий. Был разработан и внедрён в клинику комплекс неинвазивного обследования больных со сложными жизнеугрожающими нарушениями ритма, включающий самые современные методы диагностики, поверхностное картирование, ЭКГ высокого разрешения, вариабельность сердечного ритма и другие. Им разработаны и внедрёны в широкую практику новые операции при синдроме преждевременного возбуждения желудочков, наджелудочковых тахикардиях и жизнеугрожающих желудочковых аритмиях. Это операции резекции и денервации синусного узла с имплантацией бифокальных ЭКС при синусовых аритмиях и синдроме удлинённого QT, эпикардиальной электроимпульсной деструкции при синдроме Вольфа — Паркинсона — Уайта, эндокардиальной резекции и криодеструкции при некоронарогенных желудочковых тахикардиях, операции при аллоритмиях, при синдроме удлинённого интервала QT, различные операции изоляции атриовентрикулярного узла при узловых тахиаритмиях, радикальное устранение трепетания предсердий, сложнейшей операции «Лабиринт-3» для лечения мерцательной аритмии.
Основные направления научной деятельности Л. А. Бокерии:
- хирургия аритмий,
- хирургия ишемической болезни сердца,
- врождённых и приобретённых пороков сердца,
- терминальной сердечной недостаточности,
- гипербарическая оксигенация,
- малоинвазивная хирургия сердца,
- применение лазера при операциях на сердце,
- использование компьютеров в хирургии и
- математическое моделирование,
- моделирование патологии сердечно-сосудистой системы в эксперименте,
- целевое планирование и методология науки.

Уделяет большое внимание вопросам защиты профессиональной безопасности врачей, в том числе врачей рисковых специальностей — нейрохирургов, сердечно-сосудистых хирургов, специалистов по эндоваскулярной и абдоминальной хирургии. Основной задачей в этой области считает необходимость создания эффективной системы правового регулирования в здравоохранении. Входит в Координационный совет «Центра медико-правовой поддержки медицинских работников» и активно сотрудничает со специалистами Ассоциации юридического образования, Ассоциации юристов России, Ассоциации сердечно-сосудистых хирургов, объединения «Право в здравоохранении» и других сообществ.

### Научные достижения
- Л. А. Бокерии принадлежат первые в СССР работы по гипербарической оксигенации. Оригинальные работы выполнены с применением гипербарической оксигенации в реаниматологии, трансплантологии и некоторых других разделах. Им лично было выполнено около 200 операций на сердце под повышенным давлением в барооперационной. Ряд операций на «сухом» сердце, а также при сочетании гипербарической оксигенации и искусственного кровообращения были первыми в хирургической практике.
- Одним из первых в мире выполнил одномоментные операции для коррекции врождённых, приобретённых пороков сердца, или ишемической болезни сердца, сочетающихся с жизнеугрожающими тахиаритмиями. Эти операции значительно расширили возможности радикального излечения ранее неоперабельных больных. Им впервые в стране были проведёны операции имплантации кардиовертеров-дефибрилляторов для профилактики внезапной смерти.
- Внёс большой вклад в проблему ишемической болезни сердца (ИБС) — самого распространённого заболевания. Внедрил в клиническую практику новые методы реконструкции левого желудочка у больных с постинфарктными аневризмами сердца, которые являются новым типом физиологичных операций у больных с очень высоким операционным риском.
- Является инициатором и пионером минимально инвазивных операций на сердце, в том числе с применением трёхмерного отображения операционного поля для повышения безопасности самой операции.
- Заслугой Л. А. Бокерии является разработка совместно с физиками, выполнение первых операций и внедрение в практику трансмиокардиальной реваскуляризации миокарда с использованием углекислотного лазера, а впоследствии и эксимерного лазера у наиболее тяжёлого контингента больных ИБС с дистальной формой поражения коронарных артерий, когда невозможно выполнение аорто-коронарного шунтирования. Новым шагом в этой новейшей проблеме стало интраоперационное использование ТМЛР при аорто-коронарном шунтировании.
- С именем Л. А. Бокерии связано формирование подходов к хирургическому лечению критической (терминальной) сердечной недостаточности. Является пионером в развитии концепции динамической кардиомиопластики при критической сердечной недостаточности. Им лично выполнено большое количество этих операций, в том числе впервые в мире у детей.
- Заслугой Л. А. Бокерии является выполнение первых в СССР операций полностью имплантируемых искусственных желудочков сердца (ИЖС), в частности ИЖС «Новокор».
- Является пионером принципиально нового раздела кардиохирургии — миниинвазивной хирургии сердца в СССР. Им выполнены первые успешные операции с применением новейших методик у больных с врождёнными и приобретёнными пороками сердца, с жизнеугрожающими аритмиями, при ИБС.
- Является одним из инициаторов создания автоматизированной истории болезни кардиохирургического профиля, в базе данных которой более 20 тысяч больных.
- Является одним из авторов и разработчиков пилотного телемедицинского проекта «Москва — регионы России», целью которого является проведение врачами на местах полноценных консультаций со специалистами Центра с использованием всего объёма диагностической информации. В рамках данного проекта на базе видеоконференцсвязи регулярно проводятся телеконсультации, в том числе из операционной, с врачами из 16 российских регионов и Беларуси.
- Имеет более 150 патентов на изобретения, полезные модели и рационализаторские предложения.
- Является главным редактором научно-практических журналов:

- «Анналы аритмологии»,
- «Креативная кардиология»,
- «Вестник лимфологии»,
- «Клиническая физиология кровообращения»,
- «Детские болезни сердца и сосудов»,
- «Грудная и сердечно-сосудистая хирургия»

и Бюллетеня «Сердечно-сосудистые заболевания». Член редакционной коллегии журнала «Общественное здоровье».
Основные монографии
- Гипербарическая оксигенация в сердечно-сосудистой хирургии. М., 1981 (совм. с В. И. Бураковским);
- Тахиаритмии. М., 1989;
- Желудочковые аритмии. М., 2002.

## Почётные звания и награды
- Золотая медаль имени Л. Н. Толстого (Международная ассоциация детских фондов)
- 1976 год — Лауреат Ленинской премии — за разработку и внедрение в клиническую практику гипербарической оксигенации
- 1986 год — Лауреат Государственной премии СССР — за разработку и внедрение в клиническую практику новых электрофизиологических методов диагностики и операций при синдромах перевозбуждения желудочков, наджелудочковых и желудочковых тахикардиях и развитие нового направления — хирургической аритмологии
- 1991 год — действительный член Американской ассоциации торакальных хирургов
- 1994 год — Заслуженный деятель науки Российской Федерации
- 1999 год — Орден «За заслуги перед Отечеством» III степени
- 1997, 1999, 2002 годы — титул «Человек года», Русский биографический Институт
- 1999 год — Орден Чести (Грузия)[16]
- 1999 год — Почётный гражданин Тбилиси
- 1999 год — Почётная грамота Кыргызской Республики (18 сентября 1999, Кыргызстан) — за заслуги в развитии кардиологической службы республики[17]
- 2000 год — титул «Человек десятилетия» в номинации «медицина», Русский биографический Институт
- 2001 год — Орден русской православной церкви Преподобного Сергия Радонежского II степени
- 2002 год — титул «Человек-легенда» общероссийской премии Правительства, Союза промышленников и Фонда «Третье тысячелетие», «Русский национальный Олимп»
- 2002 год — Государственная премия РФ в области науки и техники — за разработку основных положений проблемы хирургического лечения аневризм восходящего отдела и дуги аорты
- 2003 год — Международная премия «Золотой Гиппократ» (лучшим кардиохирургам мира)
- 2003 год — звание «Человек года — 2003» в номинации «Медицина» за выдающийся вклад в мировую кардиохирургию и укрепление российского здравоохранения, Русский биографический Институт
- 2003 год — Премия Правительства Российской Федерации в области науки и техники — за разработку и внедрение трансмиокардиального метода лечения неоперабельных больных
- 2004 год — наградной знак-орден «Меценат» за выдающийся вклад в дело возрождения и процветания Мира, за величие души, за бескорыстную щедрость. Присуждается Благотворительным Фондом «Меценаты столетия»
- 2004 год — Золотой почётный знак «Общественное признание» за большой личный вклад в развитие отечественной медицины, проведение уникальных кардиохирургических операций с применением новейших медицинских технологий, спасших жизни сотен детей и новорождённых, многолетнюю и плодотворную научно-практическую, педагогическую и просветительскую деятельность, активную гражданскую позицию. Присуждён Национальным Фондом «Общественное признание», Национальным гражданским комитетом по взаимодействию с правоохранительными, законодательными и судебными органами, независимой организацией «Гражданское общество»
- 2004 год — премия «Триумф»
- 2004 год — звание «Человек года — 2004» (Русский биографический Институт)
- 2004 год — Орден «За заслуги перед Отечеством» II степени
- 2004 год — орден «За честь, доблесть, созидание, милосердие». Премия Профессия-жизнь
- 2005 год — Премия «Лучшие книги и издательства года», номинация «Наука», за издание книги «Здоровье нации» (Атлас)
- 2005 год — звание «Человек года — 2005» (Русский биографический институт)
- Почётный член Российской академии художеств[18]
- 2007 год — медаль «За заслуги перед Чеченской республикой»[19]
- 2007 год — Почётное звание «Рыцарь детства»[20]
- 2008 год — Национальная премия «Россиянин года»[21]
- 2008 год — Медаль «Данк» (1 сентября 2008, Кыргызстан) — за заслуги в развитии кыргызско-российского сотрудничества в области медицины, вклад в становление и развитие сердечно-сосудистой хирургии республики[22]
- 2009 год — Орден Кадырова — за значительный вклад в развитие здравоохранения Чеченской Республики, оказание лечебно-профилактической помощи гражданам[23]
- 2009 год — Почётный гражданин Чеченской Республики — за большой вклад в развитие здравоохранения Чеченской Республики, деятельность, получившую признание и широкую известность[24]
- 2010 год — Орден «За заслуги перед Отечеством» IV степени[25]
- 2011 год — Межгосударственная премия СНГ «Звёзды Содружества»[26]
- 2011 год — Почётный профессор МГУ[27]
- 2012 год — Заслуженный врач Республики Саха (Якутия) (26 июня 2012) — за выдающийся вклад в дело оздоровления населения республики, высокий уровень научно-практической помощи и многолетнее плодотворное сотрудничество
- 2013 год — премия «Человек года — 2013», за новые реконструктивные операции при врождённых пороках сердца[28]
- 2015 год — Почетный знак Губернатора Саратовской области (5 июня 2015) — за большой вклад в развитие здравоохранения на территории Саратовской области
- 2015 год — Орден Александра Невского (22 августа 2015) — за большой вклад в развитие здравоохранения, медицинской науки и многолетнюю добросовестную работу[29]
- 2016 год — специальная премия «Муз-ТВ» в номинации «За вклад в жизнь»[30]
- 2020 год — Орден «За заслуги перед Отечеством» I степени (23 июня 2020) — за значительный вклад в развитие здравоохранения и медицинской науки[31]
- 2021 год — Почётное звание «Почётный гражданин Московской области» (18 февраля 2021)[32][33]

## Критика
В 2014 году «Диссернет» обвинил Бокерию в организации «фабрики» по написанию диссертаций, содержащих некорректные заимствования и фальсифицированные данные. В газете «Троицкий вариант — Наука» опубликовано расследование президентом Общества специалистов доказательной медицины Василием Власовым диссертаций, защищённых в Научном центре сердечно-сосудистой хирургии имени А. Н. Бакулева. Автор расследования утверждает, что среди большого количества диссертаций с обильными некорректными заимствованиями три четверти выполнены под руководством Лео Бокерии и что в этих работах имеются признаки фальсификации данных в виде подстановки арифметически или статистически невозможных величин.